# Сапарин, Виктор Степанович
Ви́ктор Степа́нович Сапа́рин (1905—1970) — советский журналист и писатель-фантаст, видный представитель направления фантастики «ближнего прицела».

### Биография
Родился в Москве в семье журналиста 9 [22] февраля 1905 года. Учился в Московском механико-электротехническом институте им. М. В. Ломоносова. С 1926 года работал в газетах и журналах, публикуя корреспонденции, очерки, фельетоны, научно-популярные статьи.
Участвовал в Великой Отечественной войне. После её окончания работал в печати. С 1949 года работал в научно-популярном журнале «Вокруг света», на протяжении почти 20 лет был его главным редактором. В 1960 году стал также главным редактором «Искателя» — приложения к «Вокруг света».
Член Союза писателей СССР. Заслуженный работник культуры РСФСР.
В апреле 1970 года ушёл на пенсию. Скончался в Москве в начале августа 1970 года.

## Творчество
Творчество Сапарина относится главным образом к научной фантастике. Он дебютировал в этом жанре в начале 1946 года рассказом «Ультраглаз». В 1949 году вышли его первые книги «Исчезновение инженера Боброва» и «Удивительное путешествие», в 1950 году — сборник рассказов «Новая планета», в 1952 году — повесть «Голос моря», в 1958 году — сборник «Однорогая жирафа». Эти произведения выдвинули Сапарина в число ведущих советских фантастов того периода.
Творчество Сапарина в 1940—1950-е годы целиком находилось в русле фантастики «ближнего прицела» с её непременными атрибутами — изобретениями и открытиями, полезными для нужд социалистического строительства. В 1950 году он первым использовал в художественном произведении — своей фантастической повести «Новая планета» — слово «космонавт», впоследствии ставшее общеупотребительным.
В конце 1950-х годов, по мере изменения приоритетов в советской фантастике, Сапарин несколько отошёл от концепции «ближнего прицела». С 1958 по 1962 год он написал серию рассказов о близком коммунистическом будущем, действие которых происходит на Земле и в космосе, в том числе — на Венере, где земляне вступают в контакт с местными обитателями. Рассказы этого цикла, объединённые в сборник «Суд над Танталусом» (1962) — последнюю фантастическую книгу писателя — в совокупности рисуют одну из первых в советской фантастике «мозаичных картин» утопического будущего. В дальнейшем фантастические рассказы Сапарина печатались только в молодёжных журналах и сборниках издательства «Молодая гвардия».
Сапарин написал также ряд юмористических рассказов, большая часть которых объединена в сборник «Сбежавший карандаш» (1963).
Одно из важнейших направлений деятельности Сапарина — работа главным редактором журнала «Вокруг света». При нём журнал после длительного перерыва (с конца 1920-х годов) вновь начал активно печатать зарубежную фантастику и произведения молодых отечественных фантастов. Кроме этого, у журнала появилось приложение «Искатель», который надолго стал единственным в СССР периодическим изданием, специализировавшемся на фантастике и приключениях.

### Повести
- Поющие пески (1953)

### Очерки
- Зарисовка с натуры (1948)
- Путешествие в 1960 году (1956)

### Рассказы
- Ультраглаз (1946)
- Испытание (1946)
- Железное сердце (1946)
- Удивительное путешествие (1946)
- Сигнал «Я-17» (1947)
- Исчезновение инженера Боброва (1948)
- Новая планета (1949)
- Синяя птица (1949)
- Плато Чибисова (1950)
- Голос моря (1952)
- Спор (1953)
- Нить Ариадны (1954)
- Хрустальная дымка (1955)
- Секрет «семерки» (1955)
- Однорогая жирафа (1955)
- Волшебные ботинки (1955)
- Небесная Кулу (1958)
- Последний извозчик (1958)
- Суд над танталусом (1959)
- Последнее испытание (1959)
- Возвращение круглоголовых (1960)
- Исчезновение Лоо (1960)
- Возвращение (1961)
- Прораб Вселенной (1961)
- Пыль приключений (1962)
- Чудовище подводного каньона (1964)
- Лунная рапсодия (1964)
- «Дракон» идет на выручку (1965)
- На восьмом километре (1966)
- Разговор в кафе (1967)
- Пари (1967)
- Объект 21
- Секрет рыболова
- Спичка
- Тайна чёрной крыши
- Происшествие в доме № 5
- Оранжевый заяц